# 森永純
森永 純（もりなが じゅん、1937年11月11日 - 2018年4月5日）は、日本の写真家。

## 経歴
1937年、長崎県長崎市にて誕生。日本大学芸術学部写真学科を卒業し、1962年にアメリカ合衆国の写真家であるユージン・スミスの助手を勤めていた。日本写真批評家協会新人賞、日本写真協会年度賞を受賞。
2018年4月5日、心不全のため死去。80歳没。